# شاخه‌های پیوندگر
در کالبدشناسی به عصبی که دو عصب دیگر را به هم متصل می‌کند، شاخهٔ پیوندگر (Ramus communicans، به صورت جمع: rami communicantes) می‌گویند.

## ساختار
اصطلاح شاخه پیوندگر هنگامی که شامل تعاریف بیشتری نشود، تقریباً همیشه به یک شاخه ارتباطی بین عصب نخاعی و تنه سمپاتیک اشاره دارد. به‌طور خاص، معمولاً به یکی از موارد زیر اشاره دارد:
- شاخه پیوندگر خاکستری
- شاخه پیوندگر سفید

شاخه‌های (راموس‌های) خاکستری و سفید مسئول انتقال سیگنال‌های خودمختار، به ویژه برای دستگاه عصبی سمپاتیک هستند. تفاوت رنگ آن‌ها به دلیل تفاوت در میلینی‌شدن رشته‌های عصبی موجود در داخل است، برای نمونه، فیبرهای میلین‌دار بیشتر از الیاف غیرمیلین‌دار در شاخه پیوندگر سفید وجود دارد در حالی که عکس این موضوع برای شاخه پیوندگر خاکستری صادق است.

### شاخه پیوندگر خاکستری
شاخه‌های پیوندگر خاکستری در هر سطحی از طناب نخاعی وجود دارند و مسئول حمل رشته‌های عصبی پس‌گانگلیونی از گره‌های کنارمهره‌ای (پاراورتبرال) به مقصد، و حمل آن رشته‌های عصبی پیش‌گانگلیونی هستند که وارد گانگلیون‌های کنارمهره‌ای می‌شوند اما سیناپس نمی‌کنند.

### شاخه پیوندگر سفید
شاخه‌های پیوندگر سفید تنها در سطوحی از نخاع وجود دارند که در آن ستون سلولی میانی جانبی وجود دارد (T1-L3) و مسئول حمل رشته‌های عصبی پیش‌گانگلیونی از طناب نخاعی به گره‌های کنارمهر‌ه‌ای هستند.
هر دو شاخه (راموس) در داخل عصب نخاعی از یکدیگر عبور می‌کنند و در هنگام خروج از عصب نخاعی برای ورود به گانگلیون، شاخه سفید دورتر از سوراخ بین مهره‌ای قرار می‌گیرد. (به علاوه، برخی از رشته‌ها از شاخه سفید ممکن است بدون حتی سیناپس در سطح آن به سایر گره‌ها مهاجرت کنند.)